# Hřebíčkovec jávský

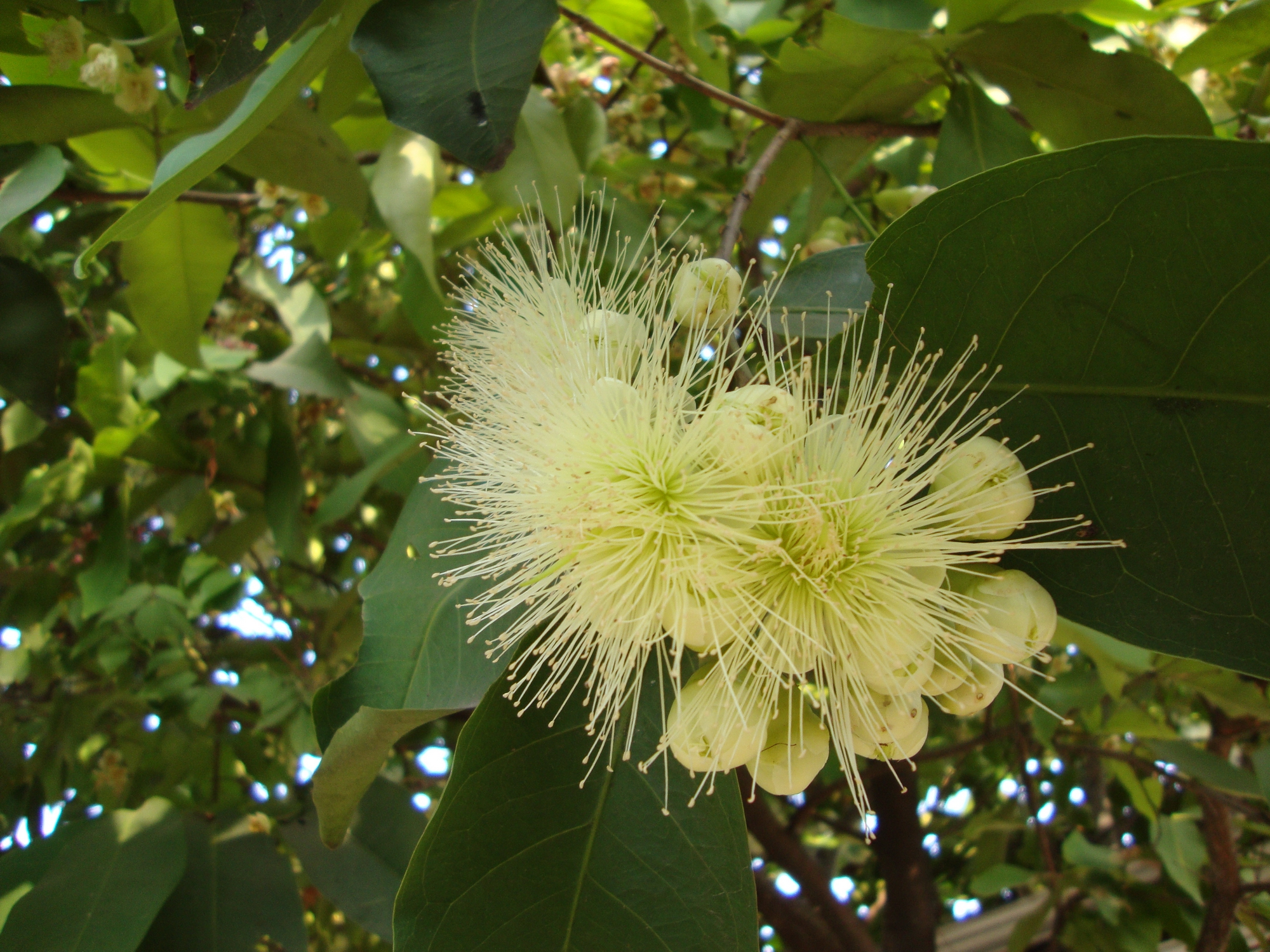
Nakvétající květenství

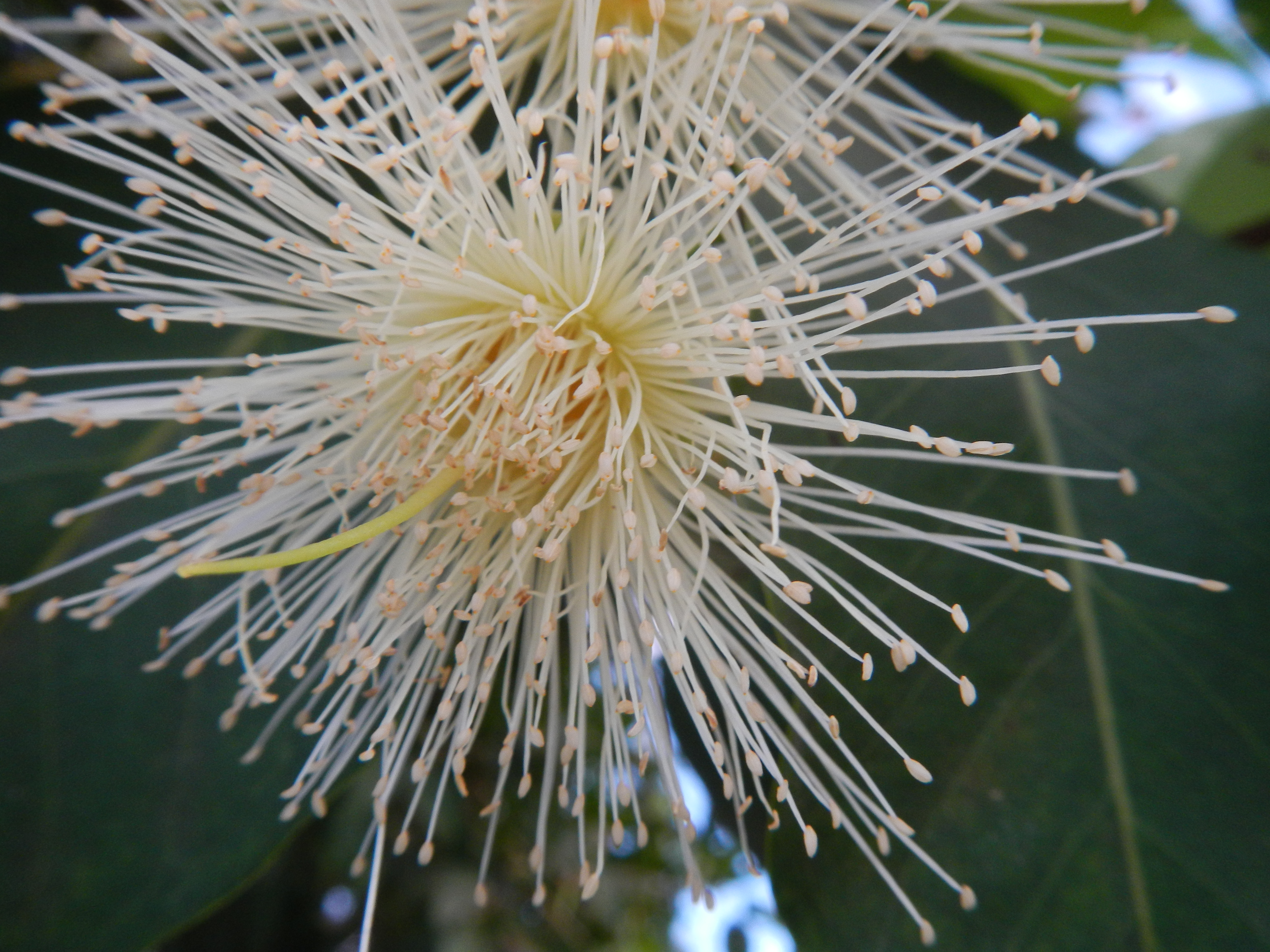
Květ s mnoha tyčinkami

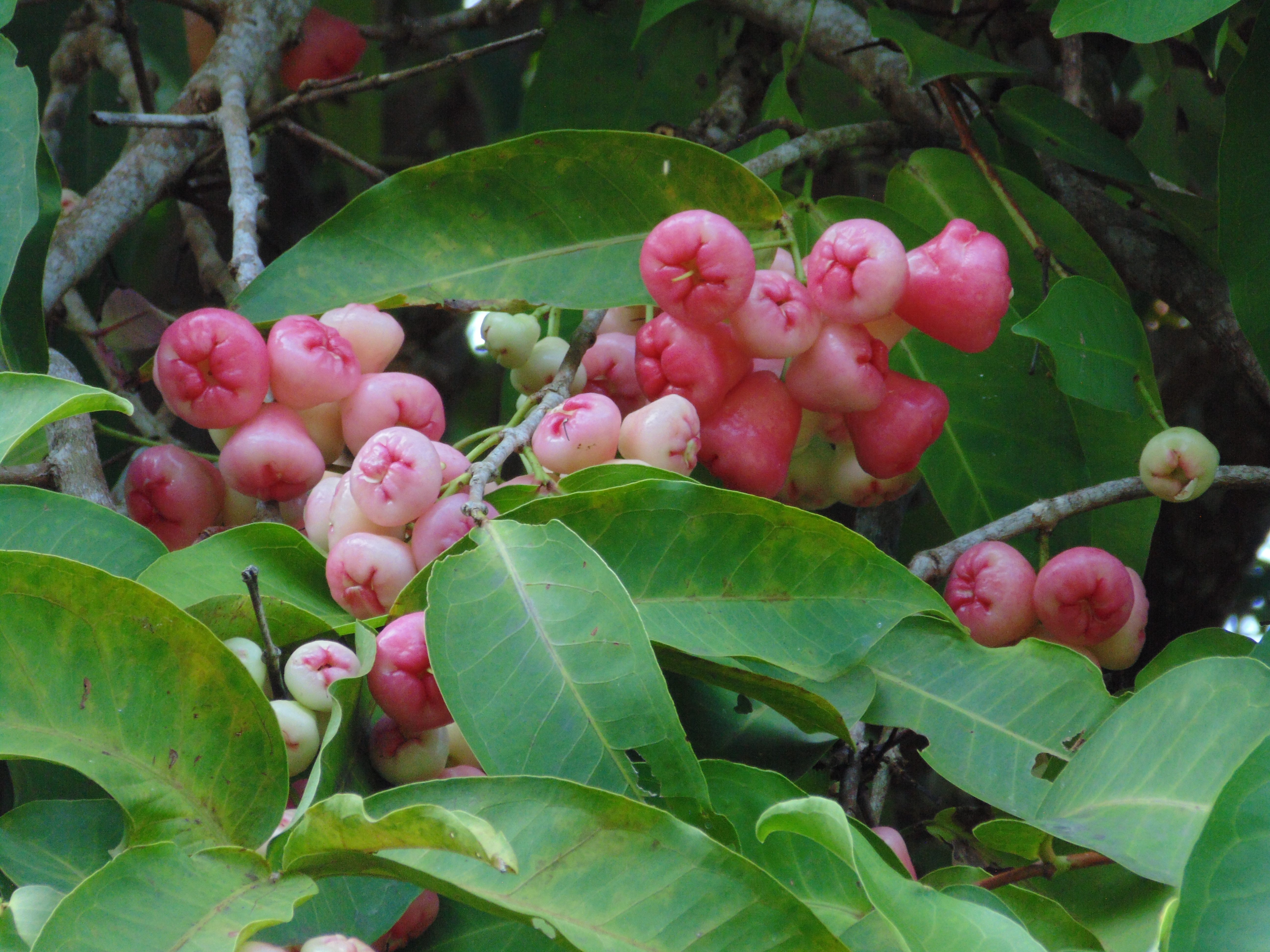
Zrající plody

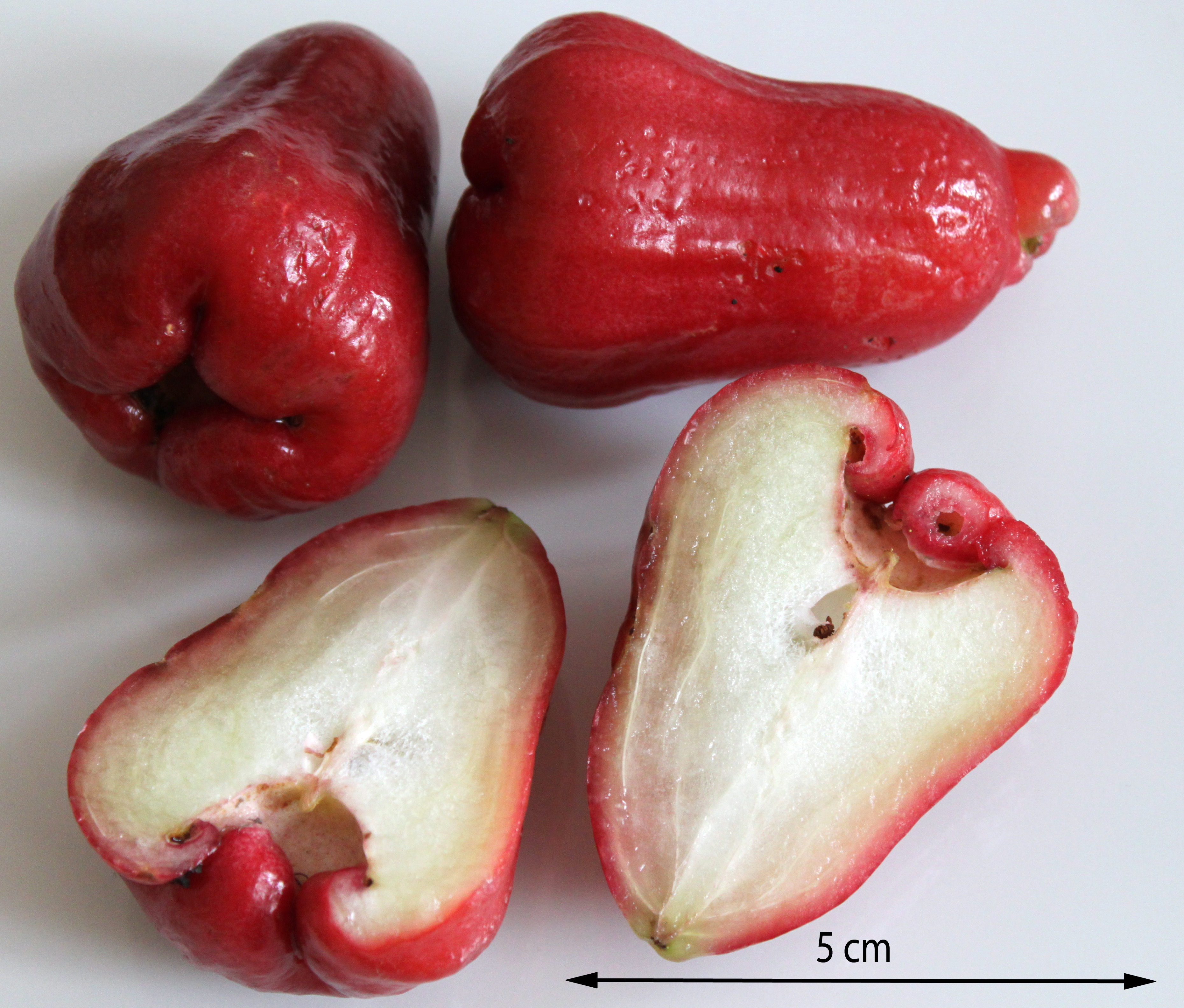
Zralé plody

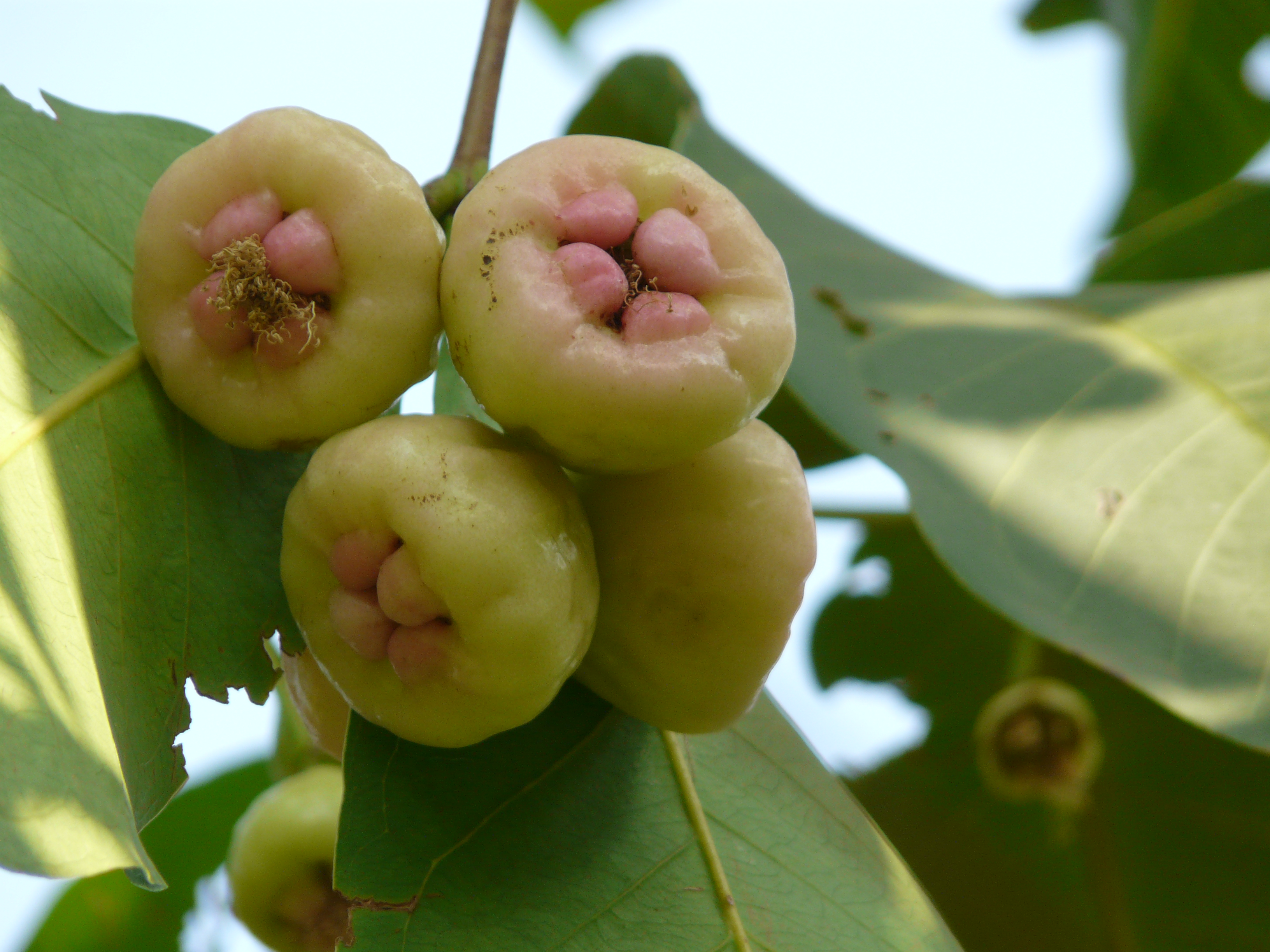
Zralé plody

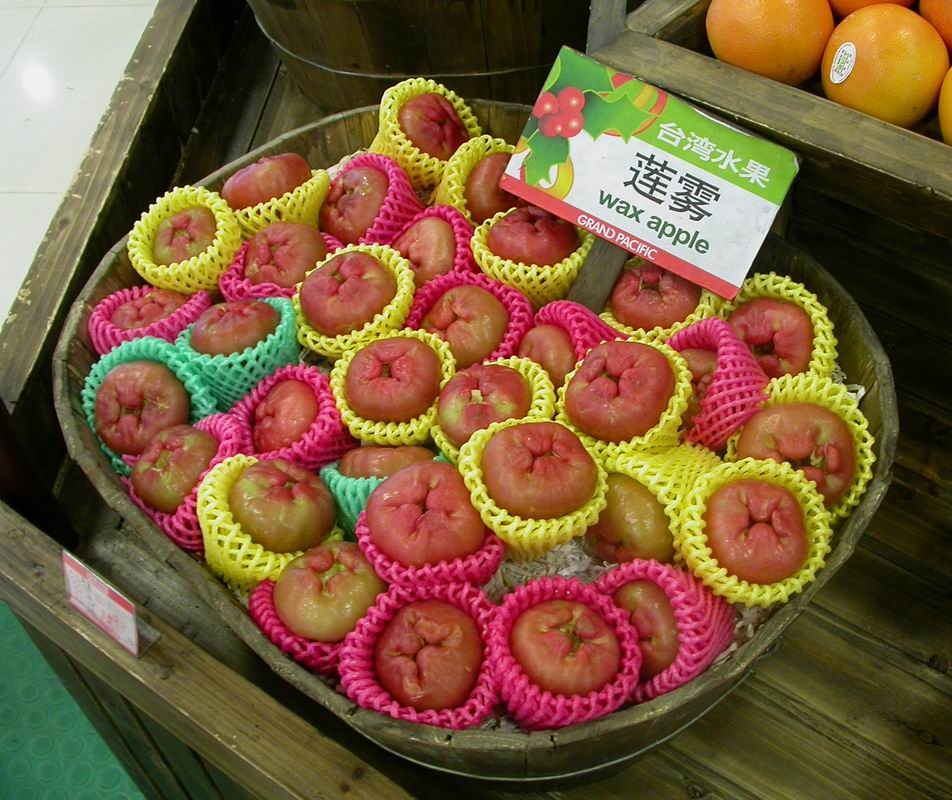
Ochrana před otlačením

Hřebíčkovec jávský (Syzygium samarangense) je tropický strom plodící obvykle světle červené plody hruškovitého tvaru. Tento druh, příslušející s asi tisícovkou dalších do rodu hřebíčkovec, je původním druhem v jihovýchodní Asii. Je po více než dvě tisíciletí pěstovanou rostlinou a proto se za místo jeho původu považuje poměrně široká oblast od jižní Indie na západě, včetně ostrovů Andamany, Nikobary  a Maledivy, přes Bangladéš, Čínu, Thajsko, Laos, Vietnam, Malajsii, Indonésii (včetně Bornea), Filipíny až po Novou Guineu a Šalomounovy ostrovy na východě. Počátkem 20. století byl hřebíčkovec jávský zaveden do kultury ve Střední Americe, hlavně na ostrovy Jamajka, Aruba, Bonaire, Curaçao, Guadeloupe, Martinik i Trinidad a Tobago a do Guatemaly a Panamy.

## Ekologie
Dřevina nejlépe roste ve vlhkých tropickým nížinách, ve vhodných podmínkách se však pěstuje až do nadmořské výšky 1200 m n. m. Není odolná vůči suchu a proto se v oblastech s delším obdobím sucha vysazuje na místa, kde si kořeny spolehlivě najdou vodu, např. podél potoků nebo v blízkosti jezer. Pro produkci kvalitního ovoce musí být půda úrodná, jinak jsou plody malé a nevalné chuti, obvykle se dává přednost těžkým půdám před lehkými, kde bývá voda velmi hluboko.
Rostou při průměrné teplotě nejméně +18 °C, netoleruje dlouhodobý pokles teploty pod +7 °C. Zajímavé je, že při nižších teplotách plody rostou pomaleji a ve zralosti jsou více červené, než plody dozrávající při vyšších teplotách.

## Popis
Nevysoký strom dorůstající do výšky 5 až 12 m s krátkým, často křivým a nízko větveným kmenem tlustým nejvýše 25 cm a s nepravidelnou korunou. Jeho kůra je v mládí nazelenalá a později hnědavá, větévky jsou tlusté 3 až 4 mm. Je porostlý vstřícnými listy s nejvýše 5 mm dlouhými řapíky a s tenkou, téměř průsvitnou čepelí velkou 10 až 25 × 5 až 10 cm. Čepel je eliptická, podlouhlá či kopinatá, na bázi je zaoblená až slabě srdčitá, vrcholek má tupý či zašpičatělý, střední žebro je na líci vpadlé a na rubu vystouplé. Po rozemnutí listy silně voní.
Květenství je terminální nebo úžlabní svěšený vrcholík či lata, je tvořeno třemi až třiceti bělavými nebo nažloutlými, voňavými květy velkými asi 3 cm. Čtyřčetné, oboupohlavné květy mají češuli velkou zhruba 7 mm, vytrvalý kalich s krátkou trubkou má čtyři polookrouhlé lístky dlouhé asi 5 mm, koruna má čtyři okrouhlé až vejčité lístky velké 10 až 15 mm. V květu je větší počet asi 2 cm dlouhých tyčinek s prašníky a 3 cm dlouhá čnělka s bliznou, v semeníku květu bývá okolo 30 vajíček. Květy nejsou samosprašné, k opylení potřebují pyl z jiného květu, nejčastěji přenesený hmyzem.
Plod je bobule dozrávající za 40 až 50 dnů po opylení, je hruškovitého, zvonkovitého nebo jiného kónického tvaru. Má voskovitou, slupku (exokarp), která ve zralosti bývá světle červená, růžová, fialová, bílá nebo krémová. V závislosti na tvaru je bobule dlouhá 3 až 8 cm a široká 4,5 až 5,5 cm a váží od 30 do 100 g, na vrcholu má čtyři zdužnatělé kališní laloky. Má tenkou, jemnou slupku náchylnou na poškození, pod kterou je bílá dužina (mezokarp), obsahuje jedno či dvě kulovitá semena asi 8 mm velká, která slouží k rozmnožování. Dužina plodu je bílá, houbovité struktury, je velmi šťavnatá, sladkokyselá a má jemnou chuť. Přestože bývá přirovnávaná k jablku a v mnoha jazycích má po něm i jméno, nemá po jablku chuť ani jeho hustou, má řídkou konzistenci podobnou melounu. Semeno je v nepevné dužině drženo v síťovitém endokarpu, který je jedlý a bez chuti. Barva šťávy dužiny je odvislá od kultivaru, může být bezbarvá až fialová.

## Pěstování
Hřebíčkovec jávský se pěstuje v domácích zahradách, bývá vysazován podél příjezdových cest k osadám nebo v sadech o nevelkých plochách. Obvykle se sázejí roubované semenáče, jako podnož se používá Syzygium densiflorum, který není napadán termity. Stromy se sází do sponu okolo 8 m a mimo zajištění dostatku živin a vláhy nepožadují mnoho péče, neprořezávají se ani neošetřují proti škůdcům.
Mladý roubovanec začíná plodit v pěti až sedmi létech. Existují určitá období kdy kvetou, za příznivých klimatických podmínek dvakrát i třikrát za rok, ale toto načasování se od sebe každoročně liší v závislosti na průběhu období sucha. Plody dozrávají za 40 až 50 dnů po opylení, neuzrají ale všechny současně a zralé se proto dvakrát týdně ručně protrhávají, musí se s nimi zacházet opatrně, nesmí se otlouct ani jen otlačit.

## Význam
Zralé ovoce je sladké a čerstvé se používá jednak přímo a jednak v ovocných salátech nebo se nakládá do cukrového nálevu, kombinuje se i s jiným ovocem. Často se plody jedí osolené nebo se z nich vaří omáčky. Po otrhání nemá ovoce dlouhou skladovatelnost a mělo by se spotřebovat nebo zakonzervovat během pár dnů po sklizni. Na dospělém stromu může být až 200 plodenství a v každém průměrně dozraje po čtyřech plodech. V Indii i některých dalších oblastech býval původně hřebíčkovec jávský pěstován pro okrasu a jen zřídka kdy pro ovoce, které bývalo málo ceněné. Obsahuje více než 90 % vody, málo vlákniny a uhlohydrátů, žádný tuk a minimum vitamínu A, vitamínu B1, vitamínu B2 a vitamínu C. Květy obsahují hojně taninu a používají se na léčbu horečky a průjmu. Dřevo stromu je načervenalé, tvrdé a má hrubé zrno, dostatečně velké kusy se používají pro stavby obydlí místních obyvatel.